# Rayman 2: The Great Escape
Rayman 2: The Great Escape és un videojoc creat per UbiPictures i publicat per Ubisoft. Aquest títol va sortir al mercat l'any 1999, inicialment per la Nintendo 64 i per Windows PC, però finalment va acabar sortint per a sis sistemes més diferents (PlayStation, Sega Dreamcast, PlayStation 2, Nintendo DS, Apple i Nintendo 3DS). Rayman 2: The Great Escape és la seqüela de Rayman, el primer joc original de la saga. Aquest títol és molt important per la franquícia argumentatiu, ja que en el títol es van introduir nous personatges com Globox, Polokus, Grand Minimus, Pirates, la fada Ly. Aquesta segona entrega del personatge va ser la primera en ser en 3D, però inicialment el joc anava a ser en 2D seguint el mateix estil artístic que el primer títol de la saga.